# Studielektor
En studielektor er en lektor med særlige tilsyns-, vejlednings- og konsulentopgaver.
En studielektor varetager særlige opgaver ved siden af sin undervisning ved en højere uddannelsesanstalt.
Ansættelsesmyndigheden er Undervisningsministeriet, og virkefeltet er HF, gymnasium eller seminarium. Desuden findes stillingsbetegnelsen studielektor på universiteterne.
I forbindelse med HF og gymnasier er studielektoren i et givet fag vejleder og tilsynsførende med uddannelse af pædagogikumkandidater samt fagkyndig ekspertise for rektor.
I forbindelse med læreruddannelsen er studielektorer at betragte som ministeriets centrale fagkonsulenter.
På universiteterne er studielektorer heltidsansatte undervisere uden forskningsforpligtelse. 
En studielektor har opgaver relateret til undervisningsfag i modsætning til en inspektor, der har administrative opgaver.